# Kleine dennensnuitkever
De kleine dennensnuitkever (Pissodes castaneus syn. P. notatus) is een 5 tot 7 millimeter lange kever uit de familie snuitkevers of Curculionidae en leeft op Pinus-soorten. De kever komt voor in Centraal- en Noord-Europa en werd in de twintigste eeuw naar Noord-Amerika versleept.
De larve vreet op de grens van schors en hout bij voorkeur bij 4- tot 12-jarige bomen en zorgt zo vooral voor schade door verstoring van de sapstroom.

## Kenmerken
De kever is koffiebruin met dwarsbanden en kleine gele vlekjes en heeft een duidelijk gekield halsschild (pronotum). Zoals ook bij alle andere soorten van het geslacht Pissodes heeft de kop een lange snuit, waarvan de helft uit de voeler bestaat. De kever wordt 2 tot 3 jaar oud. Gedurende de gehele vegetatieperiode legt de kever eitjes.

## Levenscyclus
De vrouwtjes boren voor het leggen van de eitjes gaatjes op plaatsen waar de bast glad en niet te dik is, bij voorkeur bij vertakkingen. Van april tot september worden 2 tot 3 eitjes per gat gelegd. Na vier weken komen de lichtgele larven met een lichtbruine kop, uit de eitjes. De larven kruipen onder de bast naar beneden tot aan de wortelaanhechtingen. Na ongeveer vijf maanden kruipen de larven in het spinthout, waar ze zich in een poppenkamer verpoppen.